# Ehrenhard Skiera
Ehrenhard Karl Skiera (* 1947)  ist ein Professor i. R. für Pädagogik mit dem Schwerpunkt Schulpädagogik an der Universität Flensburg.
Skiera promovierte 1981 an der Universität Gießen mit einer Dissertation über die Jena-Plan-Bewegung in den Niederlanden. Er war Dozent am Goethe-Institut in Finnland und von 1989 bis 2012 Professor in Flensburg. 1990 erfolgte die Ehrenpromotion durch die Erziehungswissenschaftliche Fakultät der Universität Jyväskylä, Finnland. Er lehrte unter anderem an Universitäten in Finnland, Tschechien und in den Niederlanden und ist seit 2016 als Honorarprofessor an der Loránd-Universität in Budapest (ELTE) tätig. Seine Forschungsschwerpunkte sind Reformpädagogik in Europa, Bildungswesen der Niederlande und Finnlands, Kindanthropologie, moderne Unterrichtskonzeptionen, Lehrerausbildung im Vergleich und Schulentwicklung.
Skiera ist auch Gitarrist und Musikpädagoge, besonders für den Gitarrenunterricht.

## Veröffentlichungen (Auswahl)
- Flamenco-Gitarrenschule mit theoretischer und praktischer Einführung, rhythmischen Übungen, Liedtexten, Vorstudien und vollständigen Solostücken. Ricordi, München 1973.
- Die Flamencogitarre. Ricordi, München.
- Flamenco – 12 leichte Solostücke. Ricordi, München.
- Die Jena-Plan-Bewegung in den Niederlanden. Beltz, 1982, ISBN 978-3-407-58158-7.
- Schule ohne Klassen. Gemeinsam lernen und leben. Das Beispiel Jenaplan. Heinsberg 1985, ISBN 978-3-88852-134-8.
- Das Bildungswesen der Niederlande. Geschichte, Struktur und Reform. 1986, ISBN 3-922730-65-5.
- Reformpädagogik in Geschichte und Gegenwart: Eine kritische Einführung (Hand- und Lehrbücher der Pädagogik). Oldenbourg, 2003, ISBN 978-3-486-27413-4, repr. digital 2018, ISBN 978-3-486-81434-7.
- mit András Nemeth: Lehrerbildung in Europa. Geschichte, Struktur und Reform. Lang, Frankfurt a. M. 2012, ISBN 978-3-631-62454-8.
- mit András Nemeth: Teacher Training and teacher profession – History, Theory and Reform. Lehrerbildung, Lehrerprofession – Geschichte, Theorie und Reform. Budapest 2014.
- Erziehung und Kontrolle: Über das totalitäre Erbe in der Pädagogik im ‘Jahrhundert des Kindes‘. Klinkhardt, 2018, ISBN 978-3-7815-2254-1.